# Rana sakuraii
Ếch nâu suối hoặc Ếch Napparagawa, Rana sakuraii, là một loài ếch trong họ Ranidae. Nó là loài đặc hữu của Nhật Bản.
Các môi trường sống tự nhiên của chúng là rừng ôn đới và sông.